# Amphinecta
Genre
Amphinecta est un genre d'araignées aranéomorphes de la famille des Desidae.

## Distribution
Les espèces de ce genre sont endémiques de Nouvelle-Zélande.

## Liste des espèces
Selon World Spider Catalog (version 18.5, 16/11/2017) :
- Amphinecta decemmaculata Simon, 1898
- Amphinecta dejecta Forster & Wilton, 1973
- Amphinecta luta Forster & Wilton, 1973
- Amphinecta mara Forster & Wilton, 1973
- Amphinecta milina Forster & Wilton, 1973
- Amphinecta mula Forster & Wilton, 1973
- Amphinecta pika Forster & Wilton, 1973
- Amphinecta pila Forster & Wilton, 1973
- Amphinecta puka Forster & Wilton, 1973
- Amphinecta tama Forster & Wilton, 1973
- Amphinecta tula Forster & Wilton, 1973

## Publication originale
- Simon, 1898 : Histoire naturelle des araignées. Paris, vol. 2, p. 193-380 (texte intégral).